# Совій
Совій — в литовській міфології провідник душ у царство мертвих, винахідник традиції трупоспалення. 
Сюжет про Совія відомий по вставці 1261, зробленої західноруським переписувачем до руського перекладу «Хроніки» Івана Малали. Піймавши одного разу кабана, він віддав дев'ять його селезінок синам, щоб вони спекли їх. Діти з'їли селезінки. Розгніваний Совій вирішив спуститися в пекло, куди він зміг увійти лише через дев'яті ворота — їх йому вказав один із синів. Потім цей син вирушив на пошуки батька і, знайшовши його, поховав в землі. На ранок Совій повстав із землі та повідав синові, що його поїдають хробаки та гади. Тоді син поклав тіло Совія в дерево, і на ранок той повідомив, що був роз'їдений комарами та бджолами. Лише після спалення Совій заспокоївся. У тексті Совій названий провідником у царство мертвих.